# Штрит (Шкоцјан)
Штрит (словен. Štrit) је насељено место у општини Шкоцјан, регија Југоисточна Словенија, Словенија.

## Историја
До територијалне реорганизације у Словенији био је у саставу старе општине Севница.

## Становништво
У попису становништва из 2011. године, Штрит је имао 81 становника.
| Број становника према пописима | Број становника према пописима | Број становника према пописима |
| ------------------------------ | ------------------------------ | ------------------------------ |
| 1991                           | 2002                           | 2011                           |
| 73                             | 79                             | 81                             |